# Тишківська волость (Лубенський повіт)
Тишківська волость — історична адміністративно-територіальна одиниця Лубенського повіту Полтавської губернії з центром у селі Тишки.
Старшинами волості були:
- 1900—1904 року козак Кіндрат Миколайович Момот[1],[2];
- 1913 року Василь Васильович Блискавка[3];
- 1915 року Павло Степанович Фурса[4].